# Yoshiyuki Okumura
Yoshiyuki Okumura (japanisch 奥村 慶之 Okumura Yoshiyuki; * 21. Januar 1993 in der Präfektur Hyōgo) ist ein ehemaliger japanischer Fußballspieler.

## Karriere
Okumura erlernte das Fußballspielen in der Schulmannschaft der Hotoku Gakuen High School und der Universitätsmannschaft der Wirtschaftsuniversität Osaka. Seinen ersten Vertrag unterschrieb er 2015 bei Gainare Tottori. Der Verein spielte in der dritthöchsten Liga des Landes, der J3 League. Für den Verein absolvierte er acht Ligaspiele. 2016 wechselte er zu ReinMeer Aomori FC. Für den Verein absolvierte er 26 Ligaspiele. Ende 2016 beendete er seine Karriere als Fußballspieler.